# Коста, Аугусто да
Аугусто да Коста (порт. Augusto da Costa; 22 октября 1920, Рио-де-Жанейро — 1 февраля 2004, Рио-де-Жанейро) — бразильский футболист, центральный и правый защитник. Был капитаном сборной Бразилии на чемпионате мира 1950 года.

## Карьера
Аугусто начал карьеру в клубе «Сан-Кристован» в 1936 году и выступал за эту команду на протяжении 8 лет. Но наибольших успехов Аугусто добился с клубом «Васко да Гама», за который футболист выступал с 1945 по 1954 год, а некоторое время был капитаном команды. С «Васко» Аугусто выиграл 5 чемпионатов штата, а также несколько выставочных турниров в Южной Америке, всего за клуб Аугусто провёл 297 матчей.
За сборную Бразилии Аугусто выступал с 1946 по 1950 год, проведя 20 матчей (14 побед, 3 ничьих и 3 поражения) и забив 1 мяч. Он был участником двух южноамериканских чемпионатов, во втором из которых он выиграл чемпионский титул, а также чемпионата мира 1950 года, в котором бразильцы проиграли в решающем матче Уругваю, а Аугусто, как капитан команды, был признан одним из виновником поражения и в сборную больше не вызывался. Также Аугсто провёл несколько матчей за сборную Рио.
После завершения карьеры игрока, Аугусто попробовал себя в роли тренера, но неудачно. Позже он работал в специальной военной полиции Рио-де-Жанейро, где дослужился до чина подполковника и командующего гвардии специального назначения.

## Достижения
- Чемпион штата Рио-де-Жанейро: 1945, 1947, 1949, 1950, 1952
- Обладатель кубка Рио-Бранко: 1947
- чемпионом Южной Америки: 1949